# مسابقه با لباس‌های مسخره
«مسابقه با لباس‌های مسخره» (انگلیسی: Comic Costume Race) یک فیلم بریتانیایی صامت به کارگردانی رابرت ویلیام پل است که در سال ۱۸۹۶ منتشر شد.